# Fejervarya moodiei
Fejervarya moodiei là một loài ếch thuộc họ Ranidae.
Đây là loài đặc hữu của Philippines.
Môi trường sống tự nhiên của chúng là đầm nước ngọt và đầm nước ngọt có nước theo mùa.